# Osbert Salvin

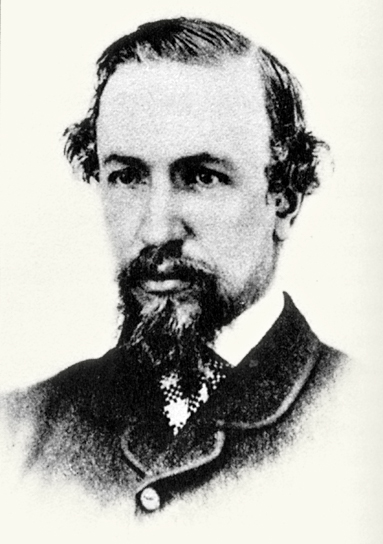
Osbert Salvin

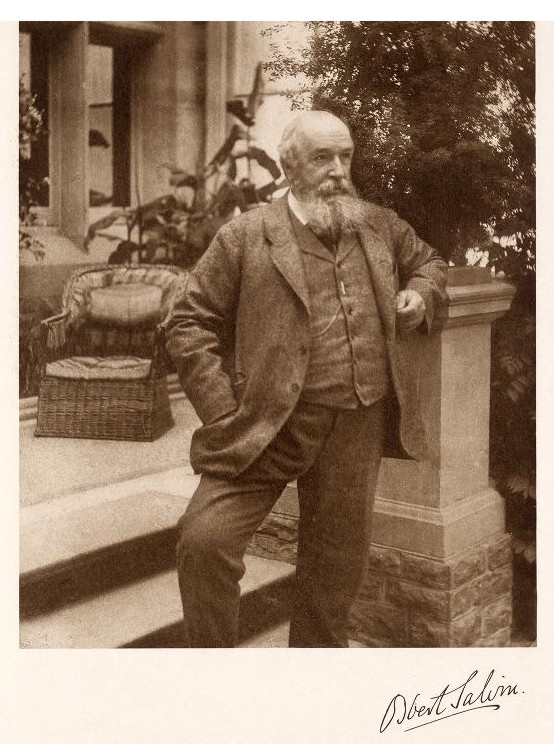
Osbert Salvin

Osbert Salvin (* 25. Februar 1835 in Elmshurst, Finchley, Middlesex; † 1. Juni 1898 in Hawksfold bei Fernhurst, Sussex) war ein englischer Naturforscher.

## Leben und Wirken
Salvin ist vor allem als Mitherausgeber und Co-Autor der Biologia Centrali-Americana (1879–1915), zusammen mit Frederick DuCane Godman, bekannt. Es handelt sich dabei um eine 63-bändige Enzyklopädie der Tier- und Pflanzenwelt  Mittelamerikas.
Salvin war der zweite Sohn von Anthony Salvin, einem Architekten aus Hawksfold, Sussex. Seine Ausbildung genoss er in Westminster und an der Trinity Hall, Cambridge; sein Diplom erhielt er 1857. Kurz darauf begleitete er einen Cousin zweiten Grades, Henry Baker Tristram, auf einer Expedition nach Tunesien und ins östliche Algerien. Ihre Ergebnisse wurden 1859 und 1860 im The Ibis veröffentlicht. Im Herbst 1857 unternahm er seine erste von vielen Reisen nach Guatemala und kam mit Godman 1861 zurück. Während dieser Reise wurde die Biologia Centrali-Americana geplant.
1871 wurde er Herausgeber von The Ibis. Er wurde in das Strickland Curatorship der University of Cambridge ernannt und erstellte einen Catalogue of the Strickland Collection. Er war Gründungsmitglied der British Ornithologists’ Union. Er erstellte die Bände über Kolibris und Sturmvögel im Catalogue of Birds in the British Museum. Eine seiner letzten Arbeiten war die Vervollständigung von Lord Lilfords Coloured Figures of British Birds im Jahre 1897.
Salvin war Mitglied der Royal Society, der Linnean Society of London, der Zoological Society of London und der Royal Entomological Society of London und bei seinem Tode auch Secretary of the British Ornithologists’ Union.

## Ehrungen
Die Godman-Salvin Medal, eine prestigeträchtige Auszeichnung der British Ornithologists’ Union, wurde nach ihm benannt. Die Pflanzengattung Osbertia Greene aus der Familie der Korbblütler (Asteraceae) ist nach ihm benannt, ebenso wie eine Unterart des Adlerschnabels (Eutoxeres aquila salvini).